# والتر ليون (سياسي)
والتر ليون (بالإنجليزية: Walter Lyon)‏ هو محامي وسياسي أمريكي، ولد في 27 أبريل 1853 في الولايات المتحدة، وتوفي في 21 مارس 1933. حزبياً، نشط في الحزب الجمهوري. وقد انتخب عضو مجلس ولاية بنسيلفانيا.